# Penturoperla
Penturoperla is een geslacht van steenvliegen uit de familie Austroperlidae. De wetenschappelijke naam van het geslacht is voor het eerst geldig gepubliceerd in 1960 door Illies.

## Soorten
Penturoperla omvat de volgende soorten:
- Penturoperla barbata Illies, 1960